# Крэндалл, Ричард
Ричард Крэндалл (англ. Richard E. Crandall; 29 декабря 1947 — 20 декабря 2012) — американский физик и специалист в области компьютерных наук, внёсший значительный вклад в алгоритмическую теорию чисел. Более всего он известен как создатель взвешенного дискретного преобразования с иррациональным основанием, разновидности быстрого преобразования Фурье и важным алгоритмом нахождения больших простых чисел.

## Биография
Крэндалл родился в городе Анн-Арбор, штат Мичиган. По словам учёного, не бояться больших чисел научил его отец, который работал актуарием (специалистом по страховой статистике). В 1965 году он поступил в Калифорнийский технологический институт (где слушал курс лекций у Ричарда Фейнмана), но через 2 года перевёлся в Рид-колледж. Там он в 1969 году получил степень бакалавра искусств (B. A.), после чего поступил в аспирантуру Массачусетского технологического института, где работал над математическими проблемами теории Редже. В 1973 году ему была присвоена степень доктора философии (PhD). В 1978 году он снова вернулся в Рид-колледж, но уже в качестве профессора физики. В 1984 году Крэндалл сформулировал задачу, известную как Атом Крэндолла.
Ещё в 1970-х годах Крэндалл заинтересовался компьютерами. 24 января 1984 года компания Apple выпустила первый Макинтош. Загоревшись идеей компьютеризации Рид-колледжа, учёный познакомился со Стивом Джобсом, и они довольно скоро стали друзьями. В середине 1980-х годов он оставил преподавание в Рид-колледже и устроился к Джобсу в компанию NeXT, где получил должность главного криптографа, а затем главного учёного. В 1987 году он познакомился со Стивеном Вольфрамом, который в то время занимался разработкой первой версии «Mathematica». Впоследствии Крэндалл написал несколько книг, посвящённых компьютерным вычислениям и их применению в науке и преподавании.
Помимо своих научных достижений, Крэндалл является основателем фирм PSI Press, занимающейся издательским делом, и Perfectly Scientific, оказывающей консультационные услуги.
Ричард Крэндалл скончался 20 декабря 2012 года в Орегонском госпитале университета медицины и науки (Oregon Health and Science University Hospital) в Портленде.